# 棕坪乡
棕坪乡，是中华人民共和国贵州省遵义市道真仡佬族苗族自治县下辖的一个乡镇级行政单位。

## 行政区划
棕坪乡下辖以下地区：
胜利村、苍蒲溪村、照山村、文联村和斯里村。